# مینه‌سوتا سیتی (مینه‌سوتا)
مینه‌سوتا سیتی، مینه‌سوتا (به انگلیسی: Minnesota City, Minnesota) یک شهر در ایالات متحده آمریکا است که در شهرستان وینونا، مینه‌سوتا واقع شده‌است.

## خصوصیات
مینه‌سوتا سیتی ۰٫۶۷ کیلومترمربع مساحت و ۲۰۴ نفر جمعیت دارد و ۲۰۹ متر بالاتر از سطح دریا واقع شده‌است.